# Santa Cruz del Comercio
Santa Cruz del Comercio (oder kurz Santa Cruz) ist eine spanische Ortschaft und Gemeinde in der Provinz Granada der  Autonomen Gemeinschaft Andalusien.

## Lage
Sie liegt in der Comarca Alhama und ist 51 Kilometer von der Hauptstadt Granada entfernt. Das Gemeindegebiet ist eine Enklave von Alhama de Granada. 2022 hatte die Gemeinde 539 Einwohner. Der Ort wird vom Río Alhama durchflossen.
Die Gemeinde besteht aus den Ortsteilen Santa Cruz del Comercio und Valenzuela, welches auch Seco de Lucena genannt wird.

## Geschichte
Bis 1884 hieß die Stadt „Santa Cruz de Alhama“. Die Umbenennung in del Comercio erfolgte als Dank für die Hilfe der Händler aus Madrid beim Wiederaufbau der Provinz Granada, insbesondere der Region um Alhama, nach dem Erdbeben.

## Weblinks

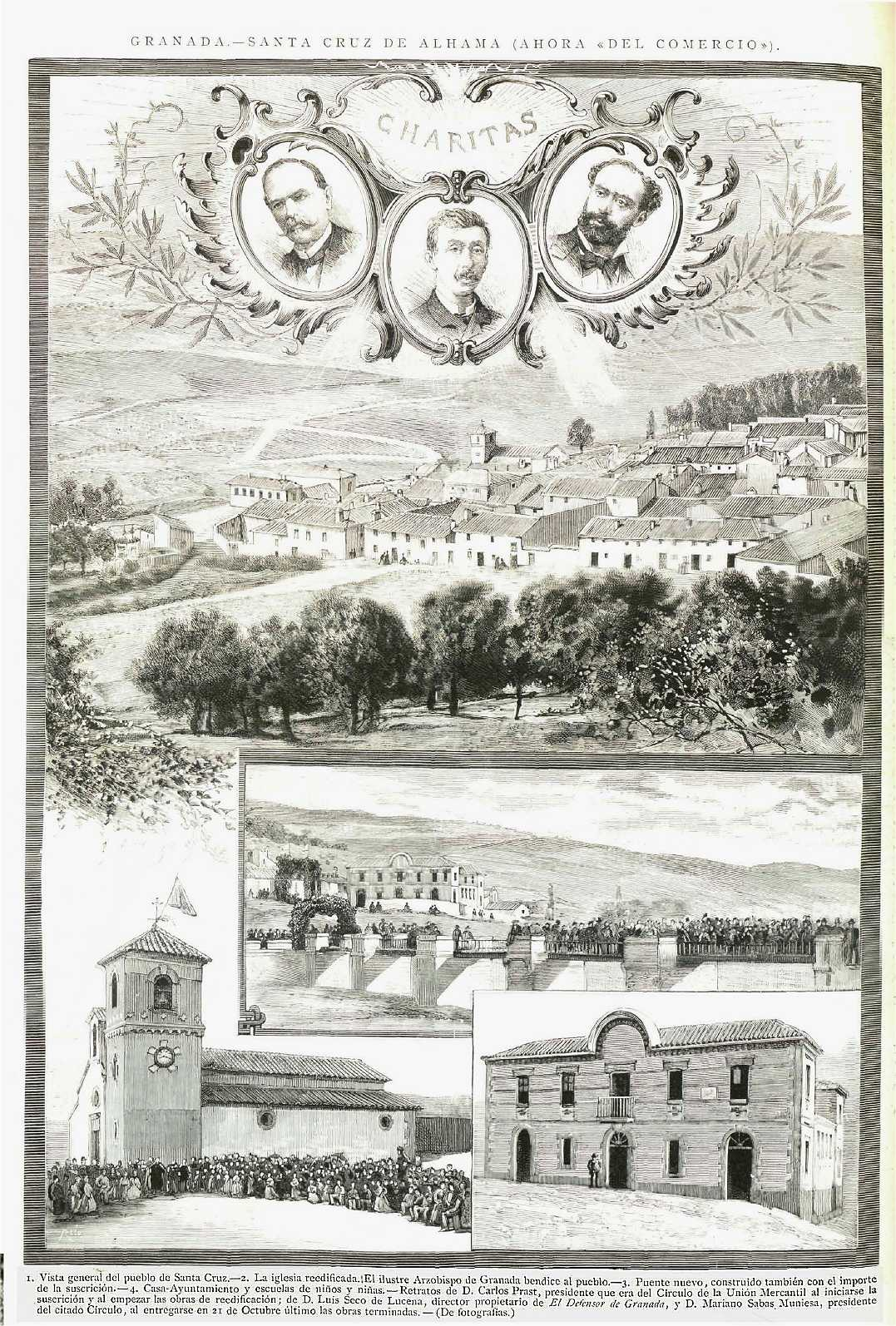
Santa Cruz del Comercio